# Peperomia perodiniana
Peperomia perodiniana är en pepparväxtart som beskrevs av William Trelease. Peperomia perodiniana ingår i släktet peperomior, och familjen pepparväxter. Inga underarter finns listade i Catalogue of Life.